# St. Laurentius (Erwitte)

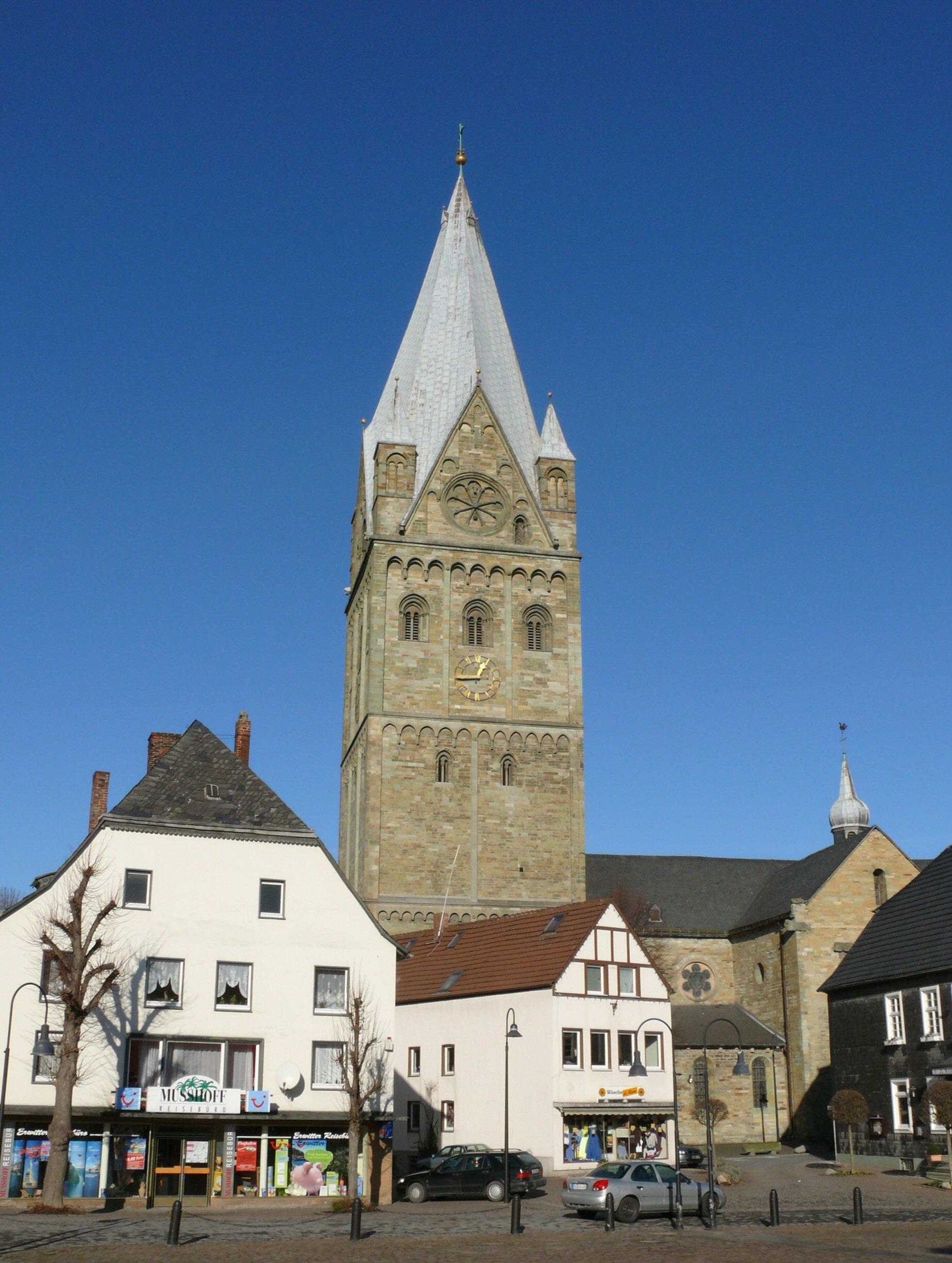
St. Laurentius

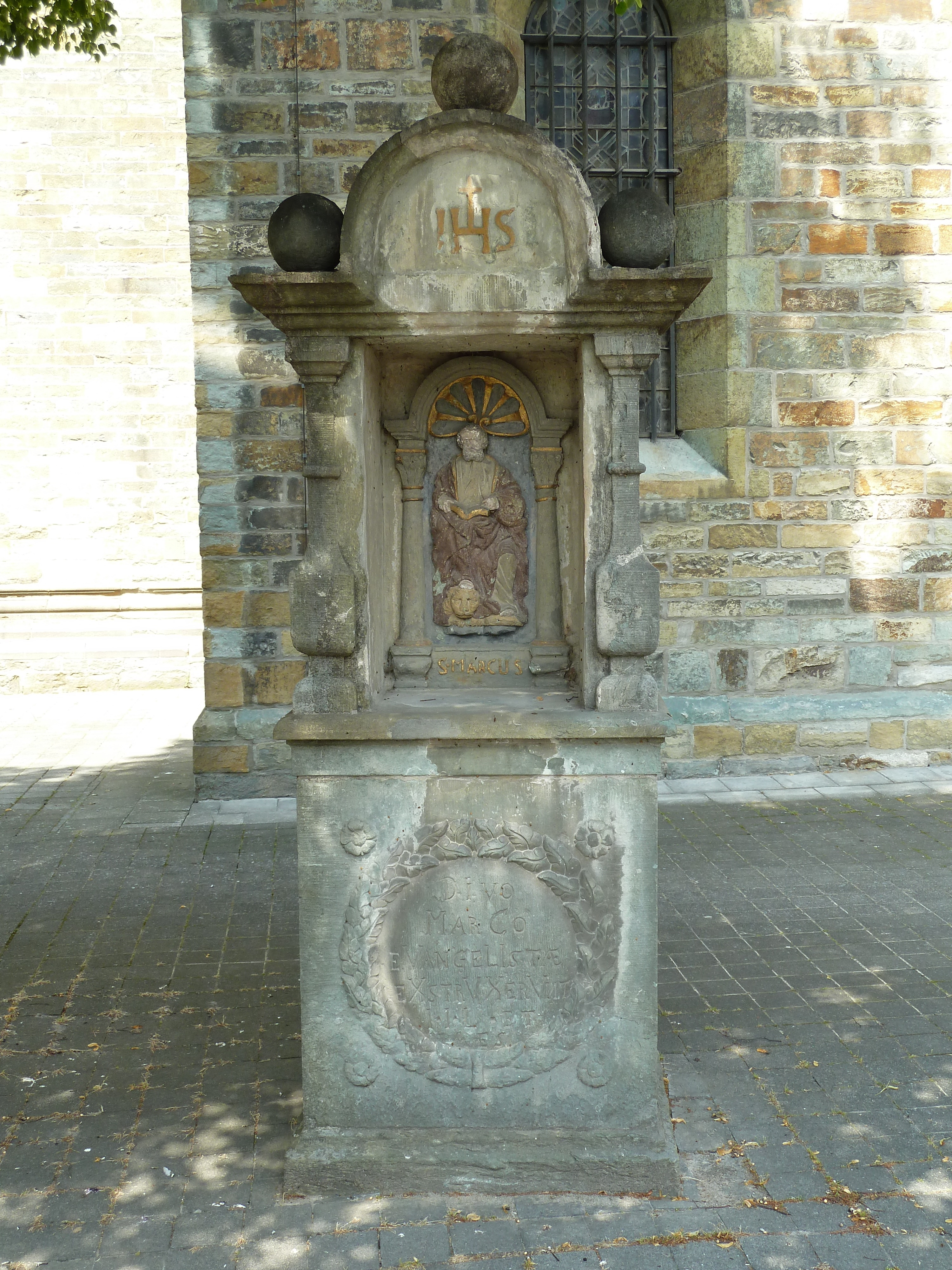
Bildstock am Kirchplatz

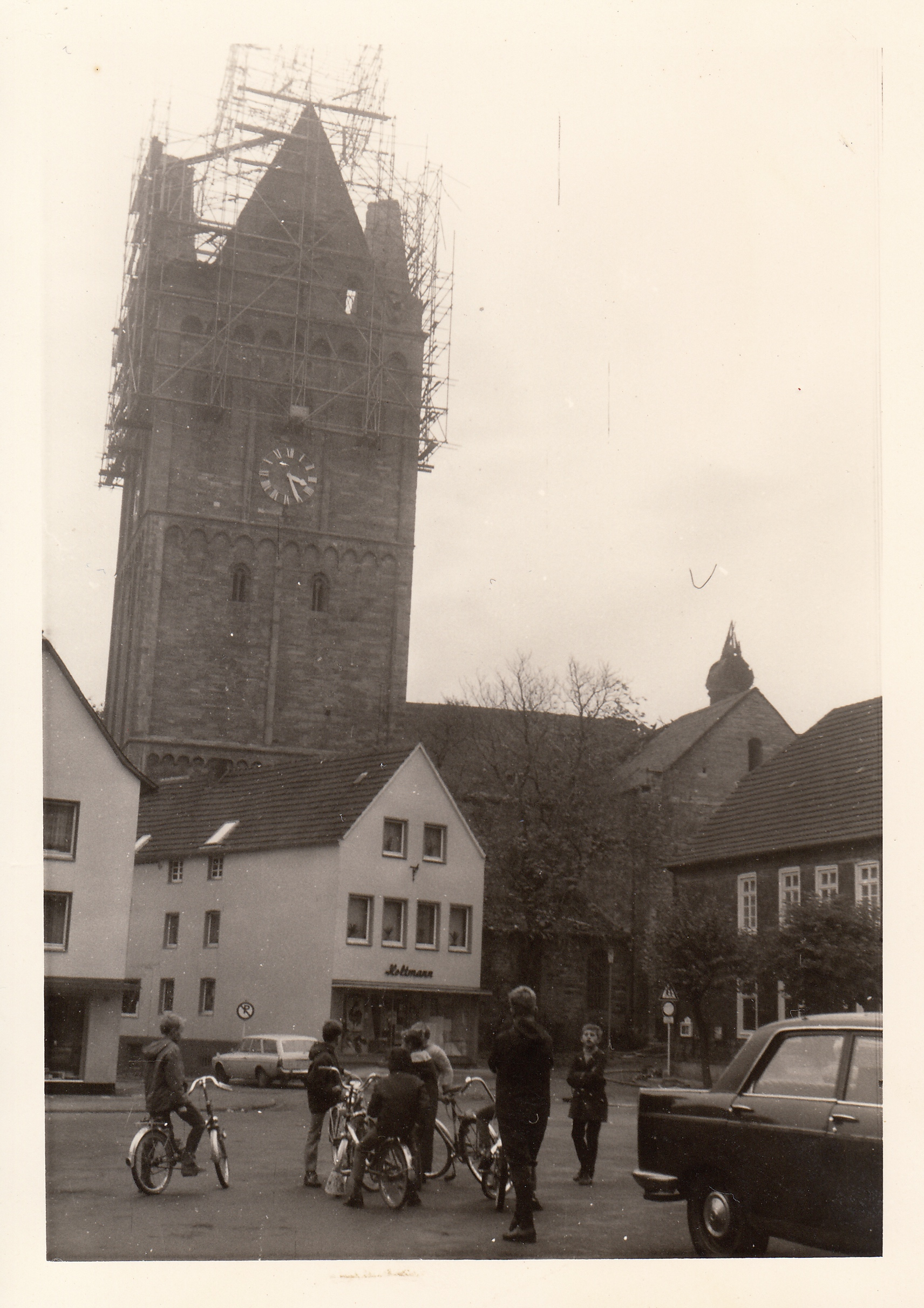
St. Laurentius nach dem Turmbrand 1971

Die römisch-katholische Kirche St. Laurentius ist ein denkmalgeschütztes Kirchengebäude am Kirchplatz in Erwitte im Kreis Soest in Nordrhein-Westfalen. Die Gemeinde gehört zum Pastoralverbund Erwitte im Erzbistum Paderborn.

## Geschichte
Der Bau zählt zu den frühen Pfarrkirchen. Ihre Gründung vermutet man in der Missionsphase des 8. Jahrhunderts. Die erste Kirche war wohl eine Stiftung von Kaiser Heinrich II., was ein Stifterrelief in der Marienkapelle nahelegt. Die 1160–1170 gebaute Kirche ist eine kreuzförmige Pfeilerbasilika im gebundenen System. Die Kirche besitzt einen mächtigen Turm, sie wurde einst als fürnehmste Kirche im Herzogtum Westfalen bezeichnet.
Quer- und Langhaus bestehen aus schlichten Bruchsteinwänden. Die Chorapsis ist mit einem Rundbogenfries versehen. Das Mittelschiff ist fast quadratisch, der ebenfalls quadratische Chor schließt in einer halbrunden Apsis. Die Seitenschiffe wurden im 19. Jahrhundert erneuert. Immer wieder wurde die Kirche bei Bränden zerstört, so im Dreißigjährigen Krieg, während der Soester Fehde und bei den großen Bränden 1710 und 1971. Eine größere Renovierung wurde in den Jahren 2005 bis 2006 durchgeführt.

## Innenraum

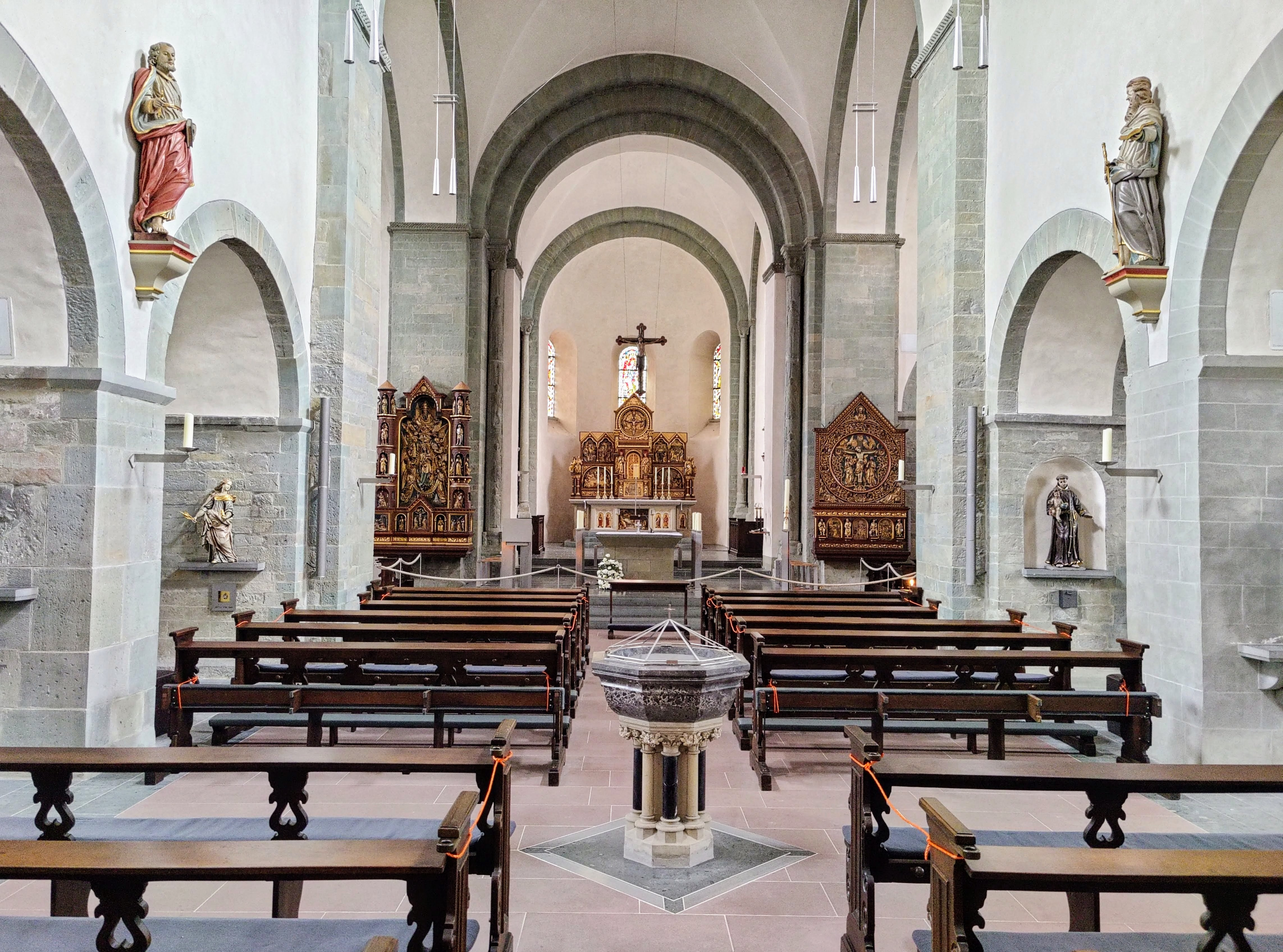
Blick zum Chor

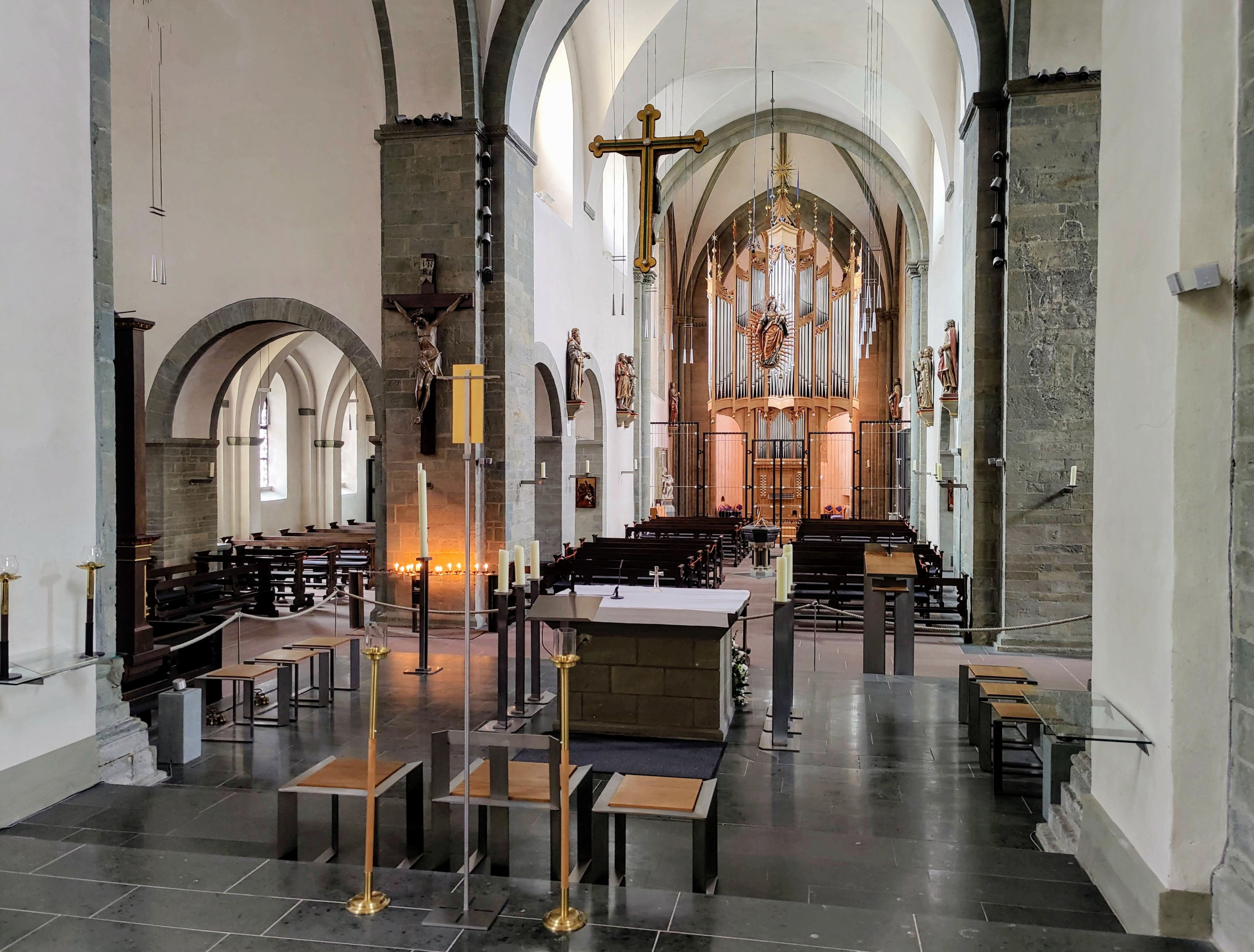
Blick zur Orgel

Das einschiffige Langhaus einer Vorgängerkirche im Mittelschiff hat eine gewölbte Decke. Das Schiff ist im Verhältnis zum gewaltigen Turm kurz, weil die Maße der alten Saalkirche beibehalten wurden. Es ist 33 Meter lang, das Querschiff hat eine Länge von 30 Metern. Die Seitenwände der alten Kirche wurden erhöht und erhielten zwei Durchbrüche. Die mächtige Turmhalle gehört zum Mittelschiff. An das nördliche Querschiff ist eine Sakristei angebaut.
Bei der Renovierung 1959 stellte man den ursprünglich romanischen Charakter wieder her.

## Turm
Der um die Mitte des 13. Jahrhunderts aus Haustein gebaute vorgesetzte ca. 80 m hohe dreigeschossige Turm ist anders als das schlichte Kirchenschiff mit Rundbogenfriesen und Lisenen geschmückt. Im Mittelalter war er als Wehrturm Teil der Stadtbefestigung, im ersten Stockwerk befindet sich ein Raum mit Schießscharten. Nach dem Brand 1971 erhielt der Turm eine romanische Turmhaube. Im oberen Geschoss sind die Wände durch jeweils drei spitzbogige Schallarkaden gegliedert, in deren Mitte kleine Säulen stehen.

## Portale
Der Zutritt zur Kirche erfolgt über drei Portale. Das Tympanon über dem Südportal zeigt den Erzengel Michael im Kampf mit dem Drachen sowie den Heiligen Laurentius. Über dem Nordportal sieht man den richtenden Christus mit den vier Evangelisten. Das später errichtete Turmportal ist mit Säulen versehen, deren Kapitelle durchbrochene Ornamentik aufweisen.

## Ausstattung

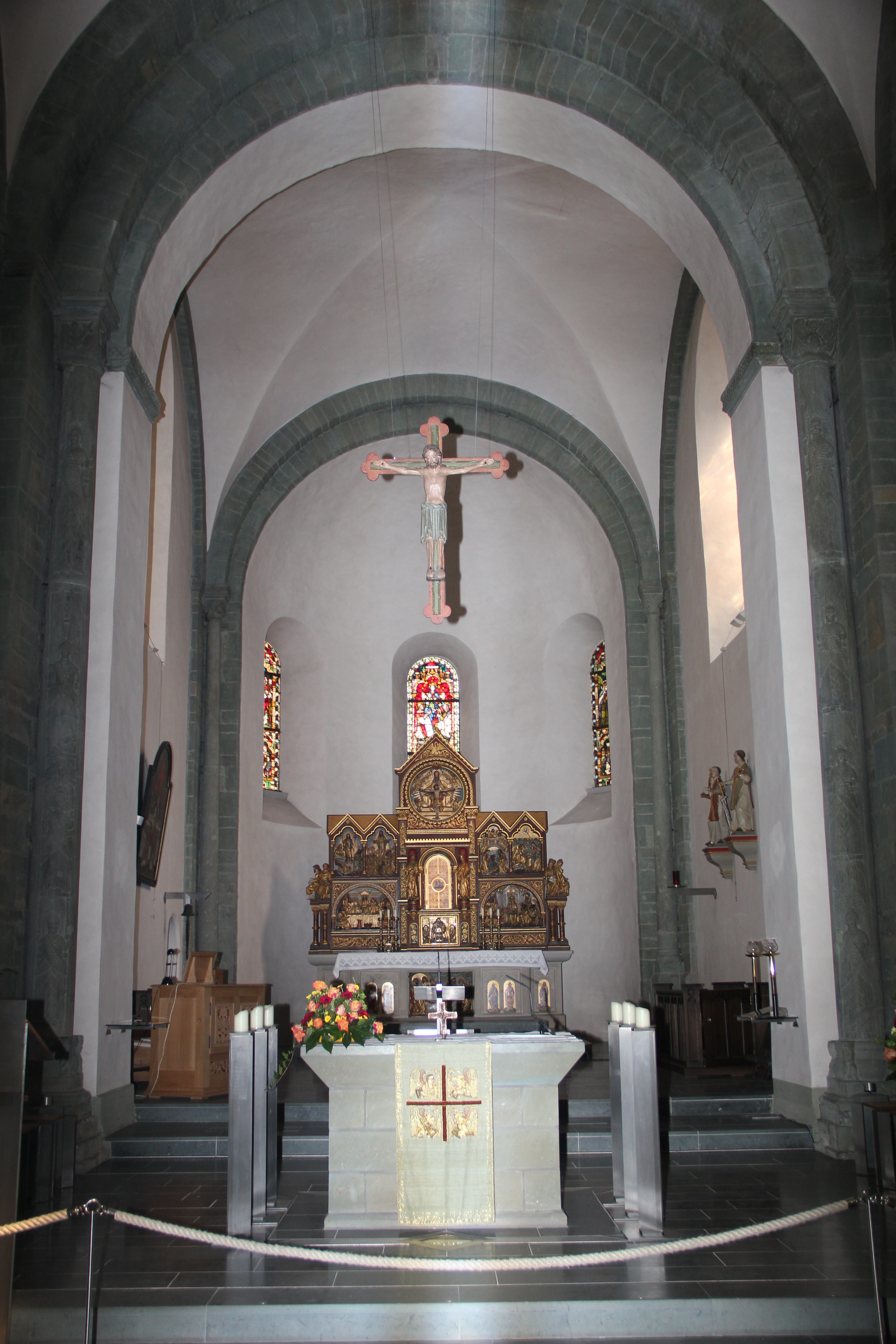
Chorraum der Kirche St. Laurentius in Erwitte

- Im Boden vor dem Zelebrationsaltar befindet sich eine Reliquie des Laurentius.[6]
- Das romanische Kreuz (um 1200) über dem Zelebrationsaltar, auch Gnadenkreuz genannt, ist das kostbarste Stück der Ausstattung.[7]
- Das Taufbecken stand früher in der Turmhalle; wegen des Orgelneubaus wurde es in den Mittelgang versetzt.
- Die Pietà von Heinrich Gröninger[8] gilt als ein herausragendes Werk des Künstlers. Gröninger schuf sie in der ersten Hälfte des 17. Jahrhunderts. Sie steht an der Südwand des Turmjoches. Ursprünglich wurde sie als Altarretabel genutzt, es wurde von dem Kanoniker Johann von Landsberg, einem Mitglied des Klerus von St. Martin in Minden, gestiftet. Das Retabel wechselte mehrfach seinen Standort, es stand am Aufgang zum Chor, und in der Marienkapelle, wo es 1921 zum Kriegerehrenmal umgestaltet wurde.[9]
- Um die Weihnachtszeit wird eine alte Krippe hinter dem Taufbecken aufgebaut.[10]
- In der Marienkapelle steht an der Ostseite des Südquerhauses eine Madonna mit Kind. Sie ist ein Überrest des barocken Hochaltars. Das unbekleidete Jesuskind steht auf dem linken Bein der Maria, die rechte Hand hat es zum Segen erhoben. Die Madonna sitzt auf einer silbernen Wolkenbank, ihre nackten Füße sind mit Sandaletten bekleidet. Eine goldene Mondsichel bricht die Wolken darunter. Mit ihrer rechten Hand hält sie eine goldene Weltkugel, sie trägt ein rotes Untergewand und einen blauen Mantel, der grün gefüttert ist. Der Faltenwurf der Kleidung ist stark bewegt. Das Jesuskind blickt nach unten, die Mutter hat den Blick nach vorn gerichtet.[11]
- Die Madonna mit dem Strahlenkranz hängt vom Gewölbe des Mittelschiffes herab; wahrscheinlich ist sie eine Arbeit vom Ende des 17. Jahrhunderts. Es ist eine Doppelmadonna, wie sie häufig in Barockkirchen anzutreffen ist. Dieser Bildtypus entwickelte sich zum Ende des 14. Jahrhunderts. Maria trägt ein blaues Untergewand und darüber ein vergoldetes Obergewand, mit einem Faltenwurf, der sich in großen Bögen zu den Füßen bewegt. Maria hält ein goldenes Zepter in der linken Hand, ihr Blick ist auf das Kind gerichtet. Sie trägt  offenes Haar und eine goldene Krone. Ihr Haupt ist von einem Strahlenkranz mit zwölf Sternen und der Körper von Strahlen umgeben, zu ihren Füßen liegt die Mondsichel als Zeichen der Schutzherrin über das All. Das Jesuskind hat die rechte Hand zum Segen erhoben, in der linken Hand hält es einen vergoldeten Globus.[12]

### Orgel

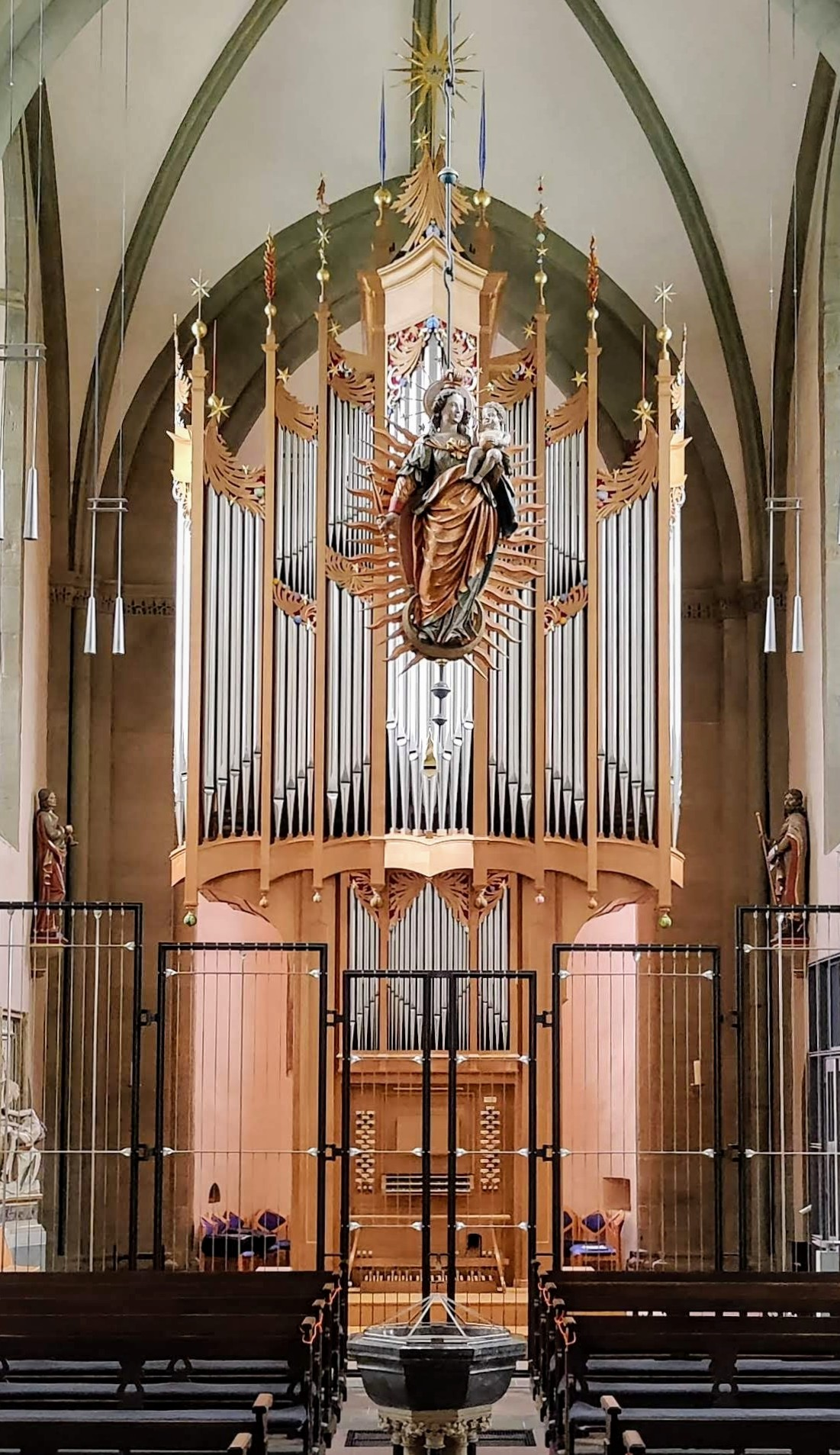
Orgel

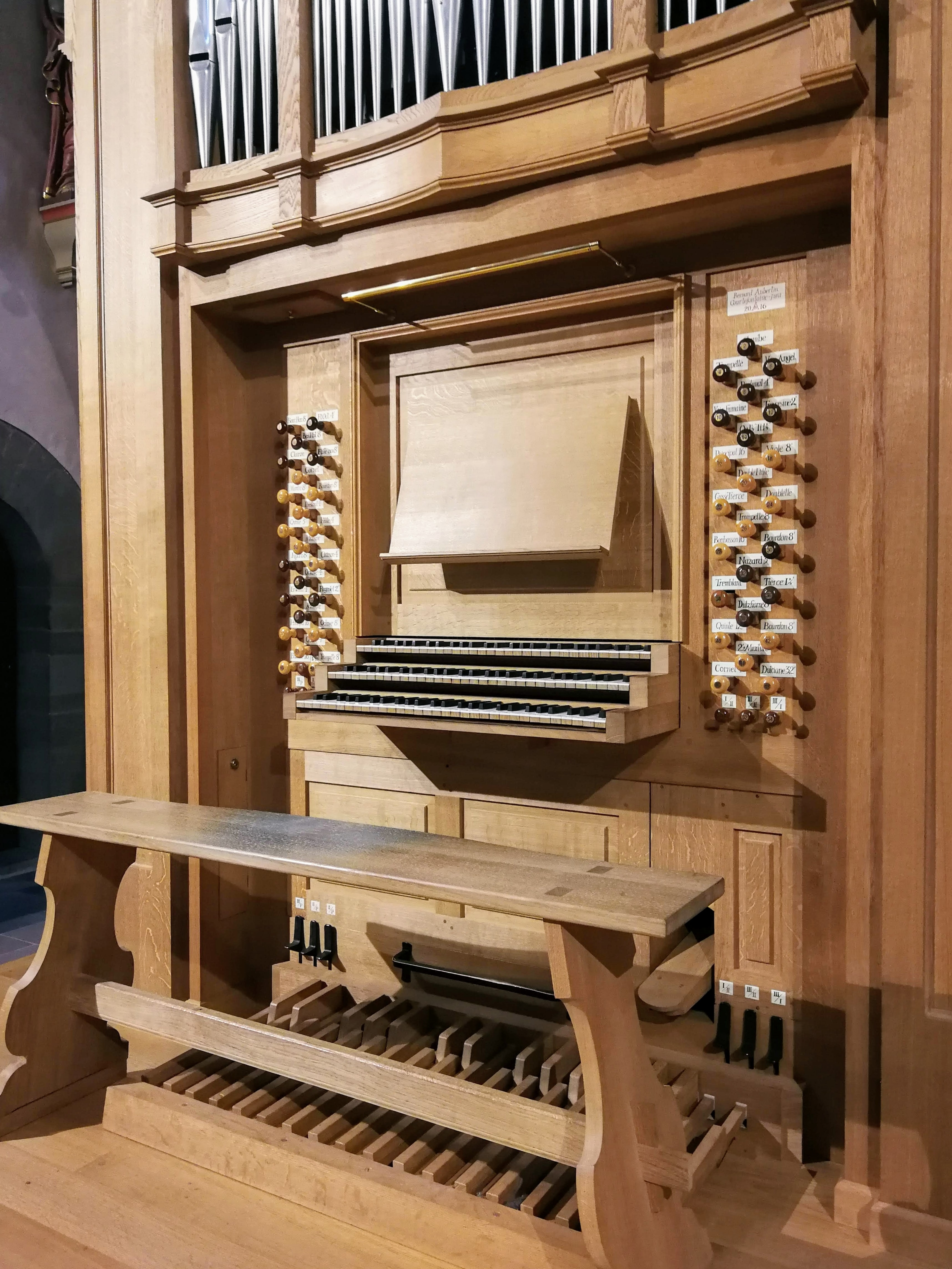
Spielanlage der Orgel

Die Orgel wurde 2016 von der Manufacture d‘Orgues Bernard Aubertin erbaut. Das Instrument hat 50 Register auf drei Manualwerken und Pedal.
| I Positiv C–g3 |                  |        |
| 1.             | Fugara           | 8′     |
| 2.             | Bourdon          | 8′     |
| 3.             | Octave           | 4′     |
| 4.             | Erwitta          | 4′     |
| 5.             | Nazard           | 3′     |
| 6.             | Flageolet        | 2′     |
| 7.             | Tierce           | 1 3⁄5′ |
| 8.             | Mixture III-IV 0 | 1′     |
| 9.             | Dulzhorne        | 8′     |
|                | Tremblant        |        |

| II Grand Orgue C–g3 |                    |         |
| 10.                 | Principal          | 16′     |
| 11.                 | Montre I-II        | 08′     |
| 12.                 | Bourdon            | 08′     |
| 13.                 | Viole              | 08′     |
| 14.                 | Double Flûte       | 08′     |
| 15.                 | Prestant           | 04′     |
| 16.                 | Flûte              | 04′     |
| 17.                 | Grosse Tierce      | 03 1⁄5′ |
| 18.                 | Quinte             | 03′     |
| 19.                 | Doublette          | 02′     |
| 20.                 | Cornet V (ab c1) 0 | 08′     |
| 21.                 | Mixtur IV-VII      | 02′     |
| 22.                 | Bombasson          | 16′     |
| 23.                 | Trompette          | 08′     |
| 24.                 | Clairon            | 04′     |

| III Récit C–g3 |                        |                |
| 25.            | Flûte ouverte          | 8′             |
| 26.            | Portunal               | 4′             |
| 27.            | Traversine             | 2′             |
| 28.            | Quinte                 | 1 ⁄3′          |
| 29.            | Tierce                 | 1 3⁄5′         |
| 30.            | Quinte et Tierce       | 1 ⁄3′ + 1 3⁄5′ |
|                | expressif (schwellbar) |                |
| 31.            | Bourdon harmonique 0   | 8′             |
| 32.            | Gambe                  | 8′             |
| 33.            | Vox Angelica           | 8′             |
| 34.            | Flûte octaviante       | 4′             |
| 35.            | Basson-Hautbois        | 8′             |
| 36.            | Trompette              | 8′             |
| 37.            | Voix humaine           | 8′             |
| 38.            | Clairon                | 4′             |
|                | Tremblant              |                |

| Pédale C–f1 |                    |     |
| 39.         | Principal          | 16′ |
| 40.         | Bourdon            | 16′ |
| 41.         | Quinte             | 12′ |
| 42.         | Octave             | 08′ |
| 43.         | Bourdon            | 08′ |
| 44.         | Octave             | 04′ |
| 45.         | Octave             | 02′ |
| 46.         | Mixture 2′ + III 0 | 02′ |
| 47.         | Dulciane           | 32′ |
| 48.         | Buzène             | 16′ |
| 49.         | Trompette          | 08′ |
| 50.         | Cornet             | 04′ |

- Koppeln: I/II, III/I, III/II, I/P, II/P, III/P, wechselwirkend als Zug und Tritt

### Glocken
Das alte Geläut von fünf Gussstahlglocken in a0, h0, e1, fis1 und a1 von 1959 und einer Bronzeglocke d1 von 1952 wurde durch den Turmbrand unbrauchbar. 1972 wurden sechs neue Bronzeglocken aufgehängt, 2008 kamen zwei Kleppglocken in den Dachreiter und 2018 wurde das Geläut mit der Christus-Salvator-Glocke nach unten abgerundet. Die Christus-Salvator-Glocke ist (Stand 2019) die zweitschwerste und drittgrößte Glocke in Westfalen.
| Nr. | Patron            | Gussjahr | Gießer                                     | Gewicht (kg) | Durchmesser (mm) | Schlagton | Ort        |
| --- | ----------------- | -------- | ------------------------------------------ | ------------ | ---------------- | --------- | ---------- |
| 1   | Christus-Salvator | 2018     | Glockengießerei Eijsbouts, Asten/NL        | 7.960        | 2.252            | g0 -4,5   | Westturm   |
| 2   | St. Josef         | 1972     | Glockengießerei Petit & Edelbrock, Gescher | 3.100        | 1.700            | h0        | Westturm   |
| 3   | St. Laurentius    | 1972     | Glockengießerei Petit & Edelbrock, Gescher | 1.800        | 1.410            | d1        | Westturm   |
| 4   | St. Rochus        | 1972     | Glockengießerei Petit & Edelbrock, Gescher | 1.250        | 1.240            | e1        | Westturm   |
| 5   | St. Agatha        | 1972     | Glockengießerei Petit & Edelbrock, Gescher | 850          | 1.100            | fis1      | Westturm   |
| 6   | St. Maria         | 1972     | Glockengießerei Petit & Edelbrock, Gescher | 700          | 1.030            | g1        | Westturm   |
| 7   | St. Heinrich      | 1972     | Glockengießerei Petit & Edelbrock, Gescher | 500          | 930              | a1        | Westturm   |
| I   | St. Hubertus      | 2008     | Glockengießerei Petit & Edelbrock, Gescher | 140          | 520              | a2 +1     | Dachreiter |
| II  | St. Anna          | 2008     | Glockengießerei Petit & Edelbrock, Gescher | 110          | 480              | h2 +1     | Dachreiter |